# Ocelo

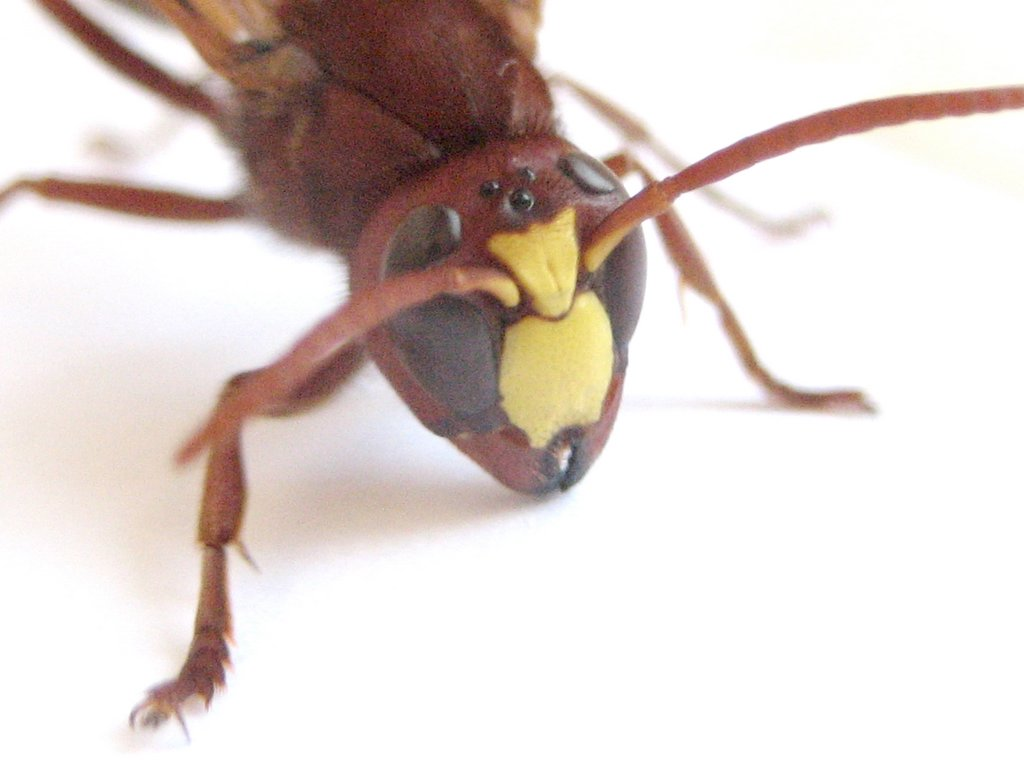
Três ocelos - olhos simples - no topo da cabeça de um Hymenoptera (Mangava-oriental).

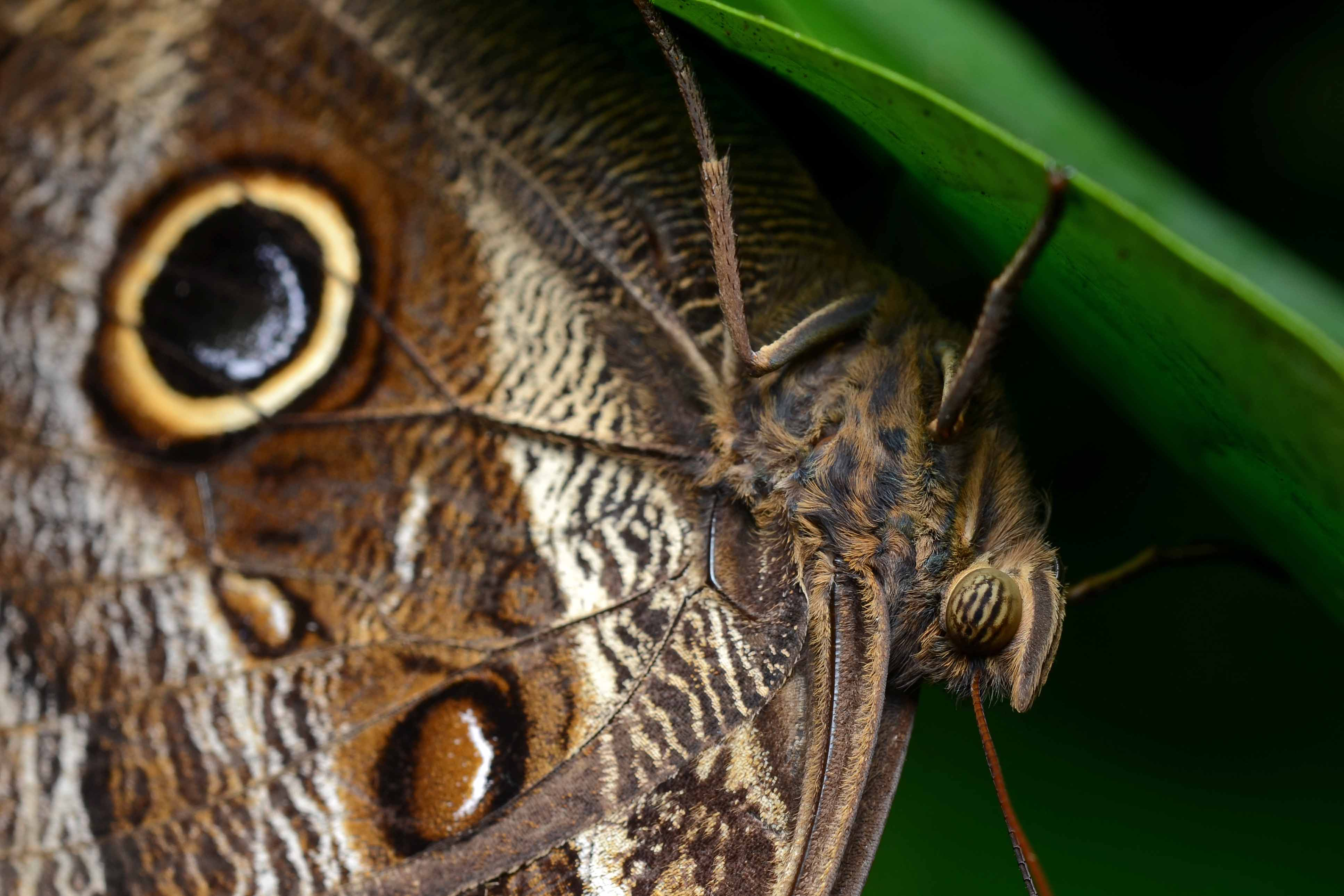
Ocelo - mancha semelhante a olho - em borboleta do gênero Caligo; também denominada mancha ocelar. Tais manchas proporcionam uma imagem algo assustadora para eventuais predadores.

Ocelo é o olho primitivo das hidromedusas, platelmintos e alguns insetos, constituído pelo agrupamento de células fotorreceptoras. São estruturas pequenas e isoladas, constituídas por células sensoriais, revestidas por células pigmentadas, conectadas ao nervo óptico. Os ocelos detectam a intensidade e direção da luz, mas não são capazes de formar imagens.
Algumas medusas, estrelas-do-mar e planárias têm os olhos mais simples, que possuem pigmento distribuído aleatoriamente e que não possuem estruturas adicionais, como córnea e cristalino. A aparente cor dos olhos nesses animais é, portanto, vermelha ou preta. No entanto, outros cnidaria têm olhos mais complexos, incluindo as Cubomedusae que possuem retina distinta, lente e córnea.
Muitos caracóis e moluscos gastrópodes também têm "ocelli", seja nas pontas ou nas bases dos tentáculos. No entanto, alguns outros gastrópodes, como os Strombidae, têm olhos muito mais sofisticados. Amêijoas gigantes (Tridacna) têm ocelos que permitem que a luz penetre no manto.

## Mancha ocelar
O termo também pode ser referido a manchas semelhantes a olhos, um tipo de mimetismo, que também pode ser denominado mancha ocelar; mais comuns em insetos, mas também encontradas em vertebrados, principalmente em peixes[carece de fontes?] como o tucunaré. Sua função é confundir ou afastar os predadores.[carece de fontes?]

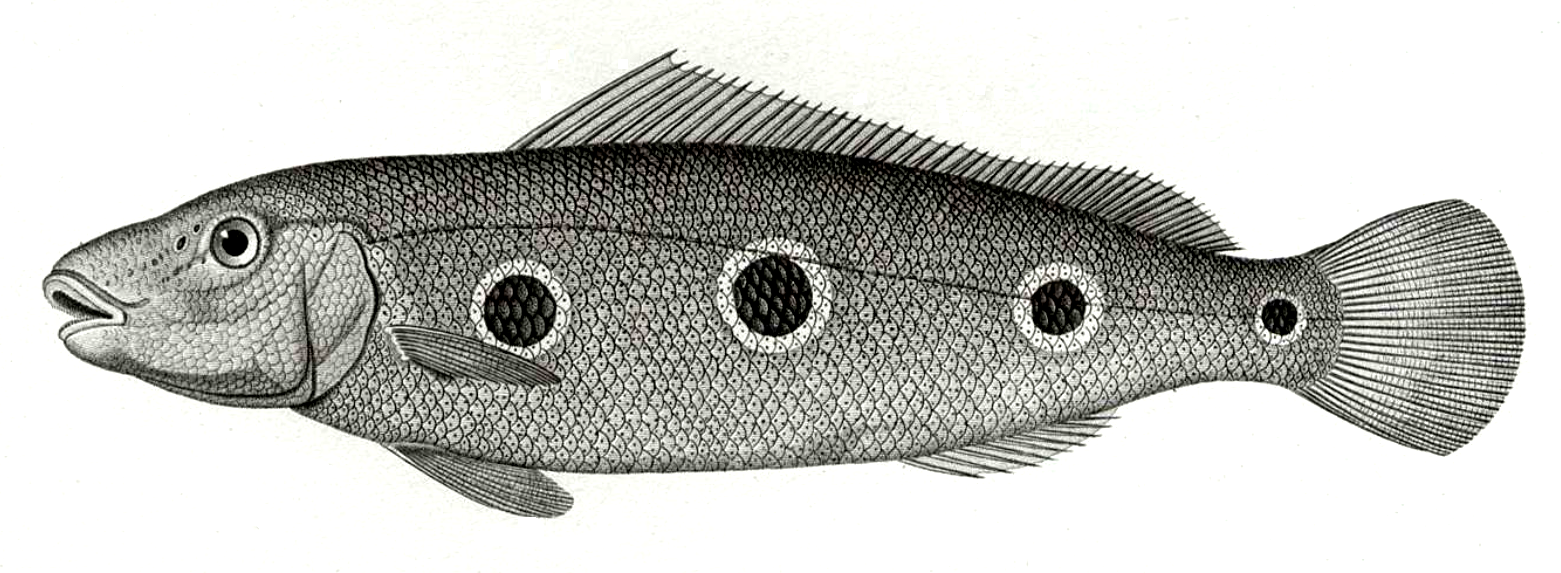
Ilustração de um vertebrado do gênero Cichla (o tucunaré), mostrando os seus ocelos, ou manchas ocelares, laterais.
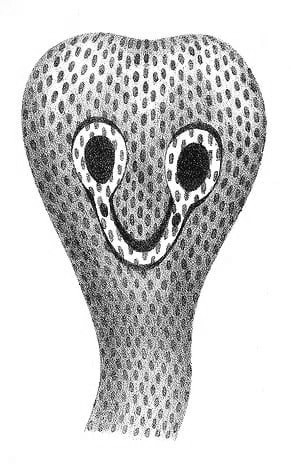
Ilustração das manchas ocelares, ou ocelos, presentes na região dorsal da serpente Elapidae asiática Naja naja.